# Zběhovec jehlancovitý

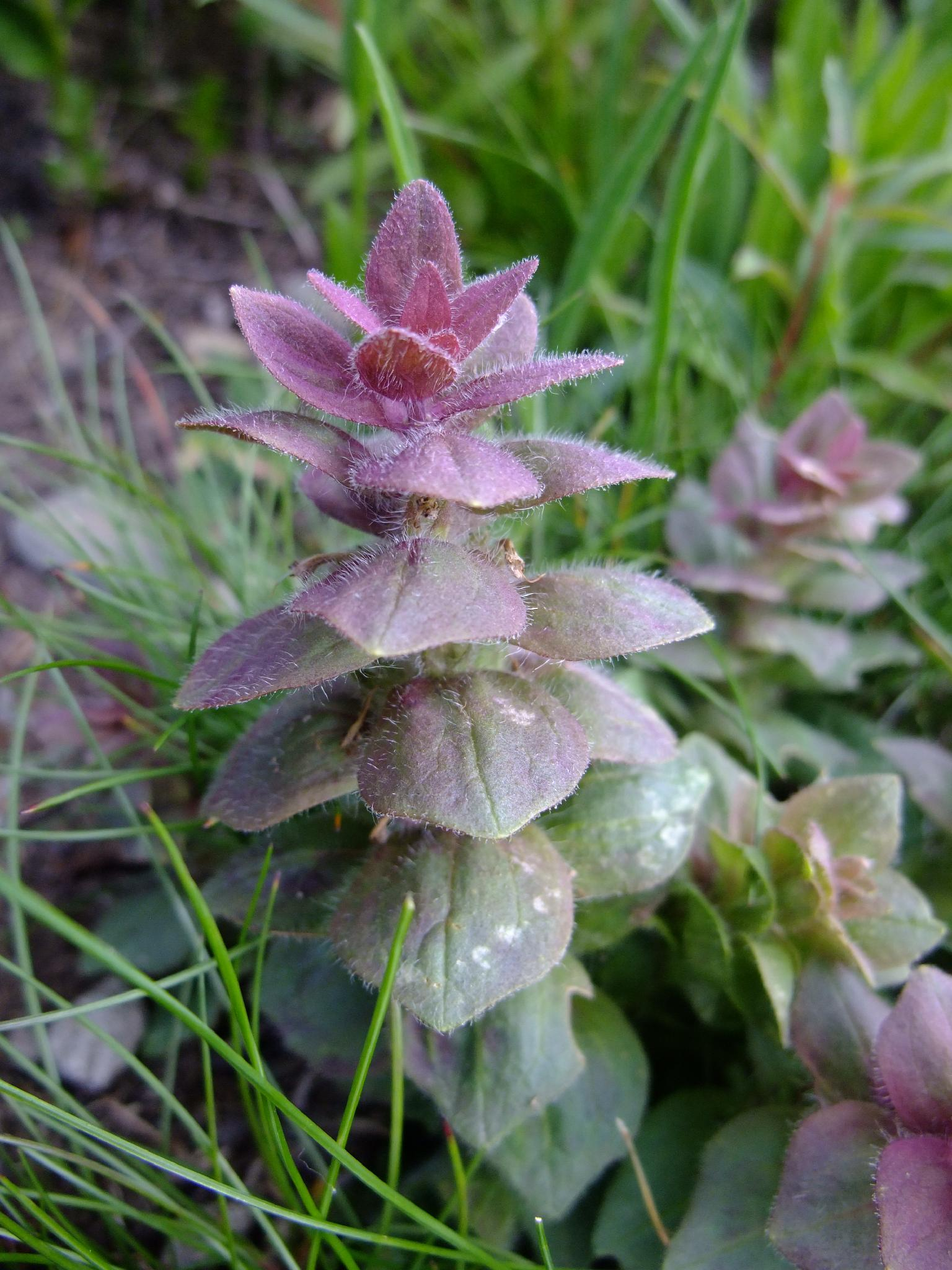
Nekvetoucí rostlina

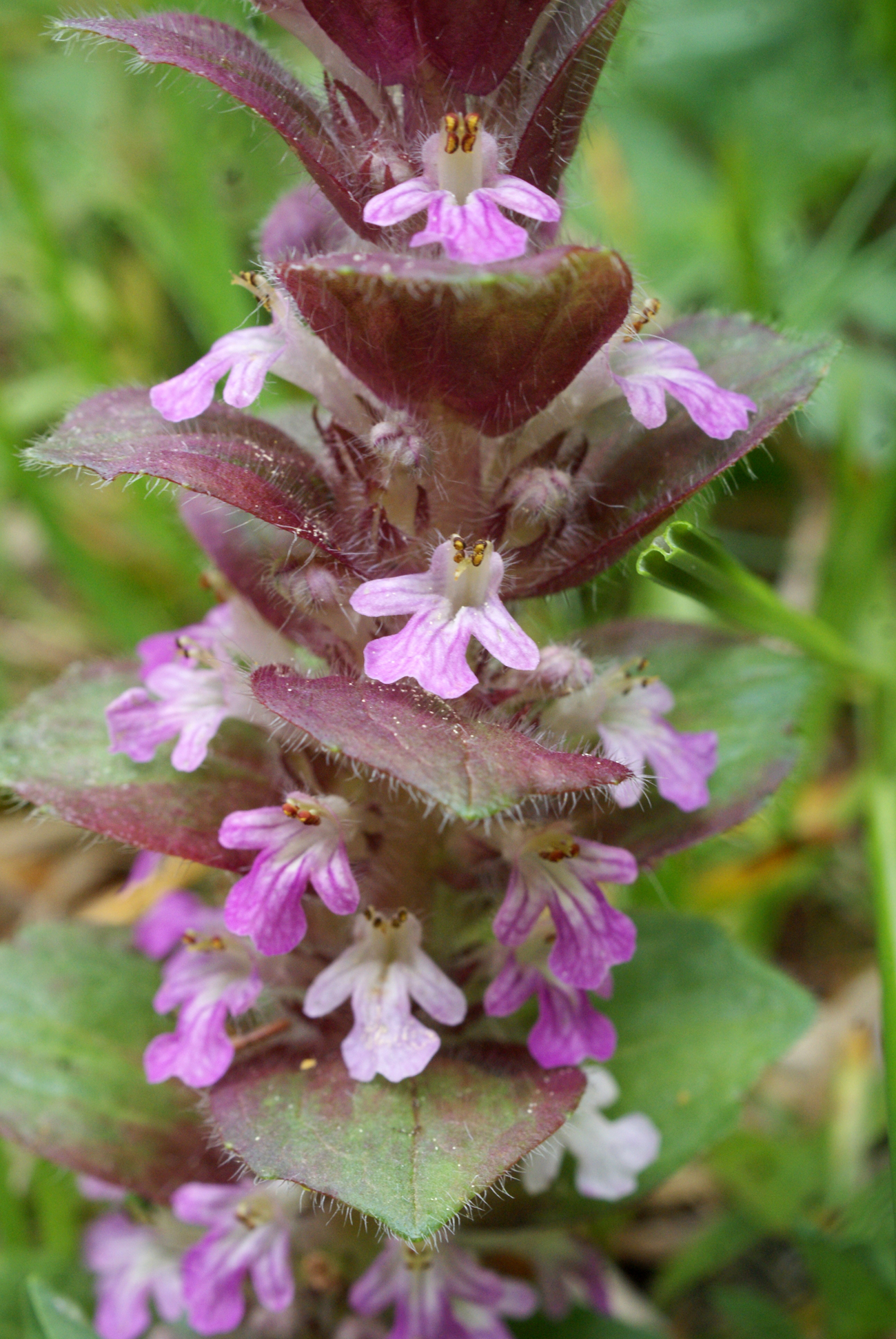
Část květenství

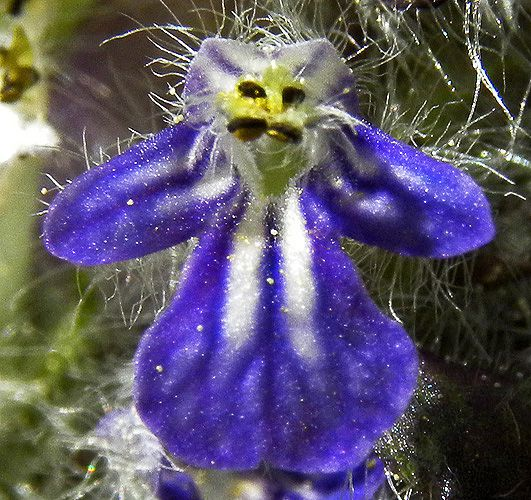
Květ

Zběhovec jehlancovitý (Ajuga pyramidalis) je vytrvalá, nízká, planě rostoucí rostlina, na českém území původní a nejvzácnější druh rodu zběhovec. Tato nevysoká bylina je během kvetení nápadná modrými květy a fialově zabarvenými listy. 
V české krajině roste jen řídce, je považován za ohrožený vymizením, a proto je zařazen mezi chráněné rostliny.

## Rozšíření
Zběhovec jehlancovitý je evropský druh, jenž se nejvíce vyskytuje v západní a severní Evropě, kde roste od Islandu přes Britské ostrovy a Skandinávii až po Iberský poloostrov. Roztroušeně se nachází v jižní a střední Evropě a jen velmi řídce v Evropě východní, kde nejdále východním směrem zasahuje po Bělorusko, Litvu, Ukrajinu a sever Balkánského poloostrova.
V České přírodě je vzácný, objevuje se na průběžně vlhkých, ne však mokrých místech v montánním až subalpínském výškovém stupni v oblastech Pošumaví v jižních a v Podkrušnohoří v severozápadních Čechách. Běžně nevystupuje výše než 400 až 550 m n. m., maximálně do 800 m na Šumavě. Za vzácnou rostlinu je považován i na Slovensku, kde ji lze nalézt pouze v Západních Tatrách.

## Ekologie
Obvykle se vyskytuje na loukách a pastvinách s roztroušeně rostoucími řídkými keři a nízkými stromy, nebo po okrajích světlých lesů. Často také roste na okrajích lesních cest, na čerstvých mýtinách nebo na místech v lesích, kde byla uskladňována kulatina. Nejlépe mu vyhovují polostinná stanoviště s kyselou a málo výživnou půdou, která je po většinu roku vlhká. Na chráněných místech při teplejším průběhu zimy přezimuje v zeleném stavu. Rozkvétá od května do srpna, ne však každoročně; jen pokud v předešlém roce nashromáždil dostatek živin. Je tetraploidním druhem s počtem chromozomů 2n = 32.

## Popis
Vytrvalý hemikryptofyt s jedinou lodyhou vysokou 5 až 20 cm vyrůstající z krátkého, větveného oddenku. Lodyha zbarvená světle žlutozeleně je přímá, čtyřhranná a ze všech stran vlnatě chlupatá. Přízemní listová růžice má listy přisedlé nebo kratičce řapíkaté, v obryse obvejčité, dlouhé 4 až 11 cm a široké 2 až 4 cm, bázi mají klínovitou, po obvodě jsou celistvé a v době kvetení již usychají. Lodyžní listy vyrůstají vstřícně (křižmostojně), bývají celokrajné až řídce laločnaté, mívají zvlněný okraj, směrem vzhůru se zmenšují a velmi často mají silný modrý či fialový nádech. Dolní listy s krátkými řapíky jsou obvykle čtyřnásobně delší než květy, horní listy jsou přisedlé a asi dvojnásobně delší než květy.
Na pevné lodyze bývá osm až čtrnáct lichopřeslenů s osmi až dvanácti modrými až modrofialovými květy vyrůstajícími z úžlabí listů a společně vytvářejí čtyřhranný jehlanovitý lichoklas. Oboupohlavné květy s krátkými stopkami vyrůstají z úžlabí listů a jsou mnohem kratší než listy. kalich zvonkovitého tvaru je souměrný, má pět srostlých, chlupatých cípů a bývá okolo 6 mm dlouhý. Koruna je dvoupyská, z počátku je světle modrofialová a postupně bledne, bývá dlouhá okolo 14 mm. Horní pysk je krátký a dvoudílný, spodní je delší, trojlaločný a jeho střední lalok je mírně vykrojený. Čtyři dvojmocné tyčinky s lysými nitkami jsou poměrně krátké a prašníky jen málo vyčnívají z koruny. Semeník srostl ze dvou plodolistů, jeho dva oddíly jsou později dělené nepravou přepážkou. U semeníku jsou žlázky vylučující nektar, na který se slétají opylovači, hlavně čmeláci, při nedostatku opylovačů se květ opylí samosprašně vlastním pylem.
Plod je obvejčitá, asi 2,5 mm velká tvrdka hnědě zbarvená se síťnatým osemením, která se rozpadá na čtyři plůdky (semena). Semena mají masitý přívěsek, masíčko, který přitahuje mravence při hledání potravy a ti přenášejí semena na nová místa. Na stanovišti se rostlina rozšiřuje rozrůstáním oddenku.

## Ohrožení
Zběhovec jehlancovitý se v české krajině vyskytuje stále méně a méně, na četných bývalých stanovištích již vyhynul. Je to přičítáno i změně v obhospodařování jeho stanovišť. Obvykle rostl na travnatých plochách spásaných krávami nebo ovcemi, tam měl v krátké, spasené trávě možnost se prosadit. Po opuštění pastevního využívání pozemků jsou tyto zarostlé vysokou trávou a půda je pokrytá vrstvou polehlé, zahnívající stařiny; v takovém neutěšeném prostředí nemá nízká a málo průbojná bylina šanci dlouhodobě přežít. Druh je proto ve "Vyhlášce MŽP ČR č. 395/1992 Sb. ve znění vyhl. č. 175/2006 Sb.", stejně jako v "Červeném seznamu cévnatých rostlin České republiky", považován za druh silně ohrožený (§2, C2).